# Stadio Atatürk (Diyarbakır)
Lo stadio Diyarbakır Atatürk Stadi è un impianto sportivo situato ad Diyarbakır in Turchia.
Usato prevalentemente per il calcio è lo stadio di casa delle squadra del Diyarbakırspor Kulübü e del Diyarbakır Büyükşehir Belediyespor Kulübü.
L'impianto ha una capacità di 16000 posti a sedere ed è omologato per la Süper Lig.
Il campo da gioco è completamente in erba naturale e misura 68x105 m.

## Caratteristiche
- Copertura: ?
- posti a sedere: 16000
- Tribuna VIP: ?
- Tribuna stampa: ?
- Capacita totale: 16000
- Parcheggio auto: ?
- Parcheggio autobus: ?